# 玻利瓦爾 (桑坦德省)

玻利瓦爾（西班牙語：Bolívar），是哥倫比亞的城鎮，位於該國東北部桑坦德省，始建於1840年，面積957平方公里，海拔高度2,100米，主要經濟活動是農業，2008年人口13,469。
5°59′28″N 73°46′26″W / 5.99111°N 73.77389°W